# أكيهيرو هاياشي
أكيهيرو هاياشي (باليابانية: 林 彰洋) (7 مايو 1987 في طوكيو في اليابان – )؛ هو لاعب كرة قدم ياباني سابق كان يلعب كحارس مرمى.

## وصلات خارجية
- أكيهيرو هاياشي على موقع الاتحاد الدولي (مؤرشف)  (الإنجليزية)
- أكيهيرو هاياشي على موقع رابطة كرة القدم اليابانية للمحترفين (اليابانية)
- أكيهيرو هاياشي على موقع إي إس بي إن إف سي (الإنجليزية)
- أكيهيرو هاياشي على موقع قاعدة بيانات كرة القدم.إي يو (الإنجليزية)
- أكيهيرو هاياشي على موقع Soccerway.com (الإنجليزية)
- أكيهيرو هاياشي على موقع عالم كرة القدم.نت (الإنجليزية)
- أكيهيرو هاياشي على موقع كووورة
- أكيهيرو هاياشي على موقع أوليمبيديا (الإنجليزية)